# 南城市役所バスターミナル
南城市役所バスターミナル（なんじょうしやくしょバスターミナル）は、沖縄県南城市にあるバスターミナルである。沖縄バス・東陽バス・琉球バス交通が使用しており、沖縄バスは出張所を設置している。

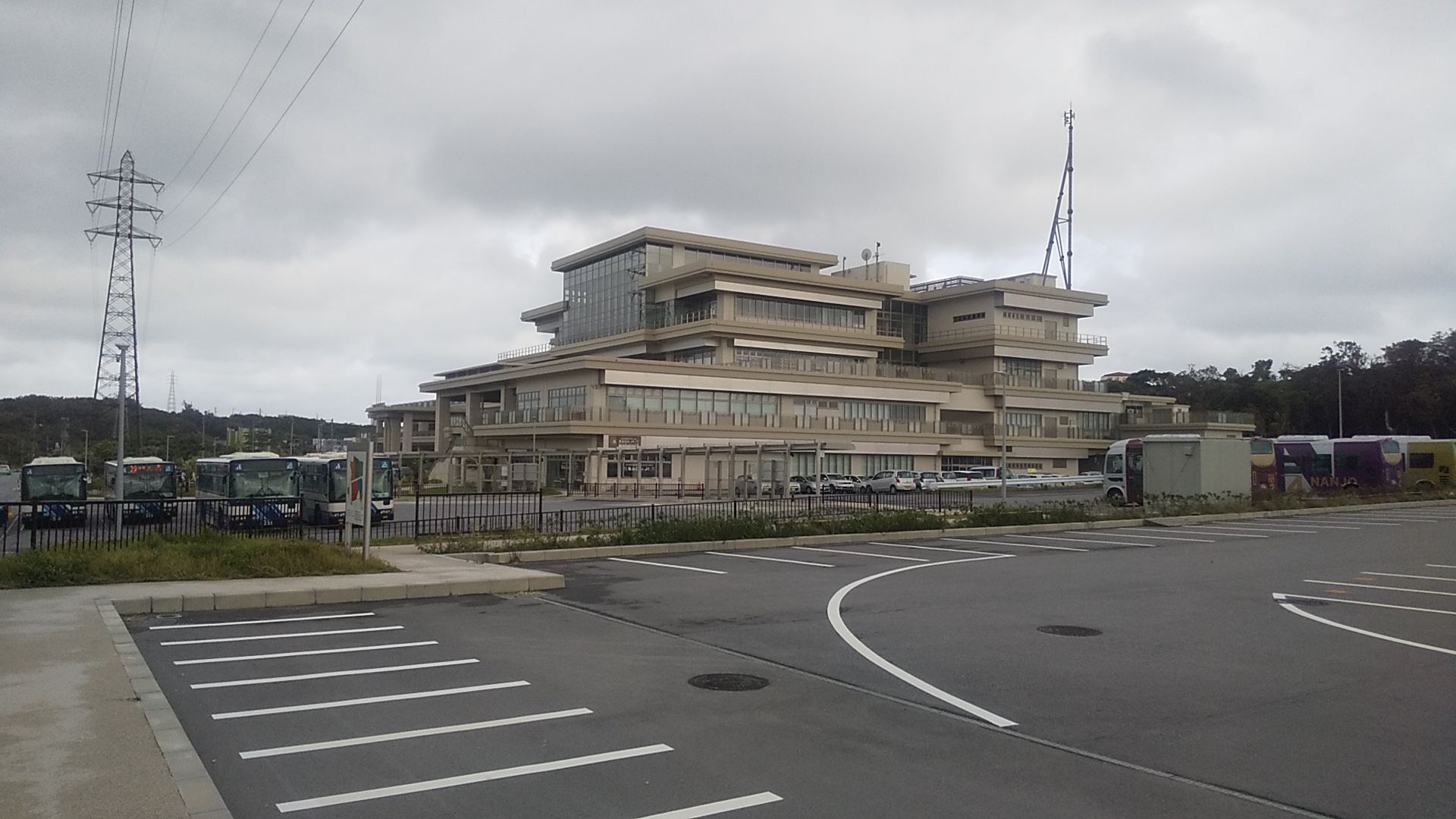
バスターミナル遠景

## 概要
- 所在地 - 南城市佐敷字新里1870
  - 沖縄バス南城出張所

## 沿革
南城市内の路線バスは沖縄本島内の主要4社のうち、那覇バスを除く3社が乗り入れている。しかし、かつては沖縄バスが親慶原に出張所、新原、大城にそれぞれ駐車場を、琉球バス交通が百名、東陽バスが馬天にそれぞれ営業所を置き、主に那覇バスターミナル方面へ運行していたため、南城市内相互間の移動においては利便性が良くなかった。その利便性を向上するためにコミュニティバスNバスの運行を開始することとなり、既存の路線バスとの結節点として南城市役所内にバスターミナルを設置、路線バスの系統も再編し、運用することになった。Nバスは沖縄バスが受託運行することになり、親慶原にあった営業所をバスターミナルに隣接した場所に南城出張所を設置し移転した。
- 2019年10月1日 - 開設。同時に沖縄バスが敷地内に南城出張所を開設、Nバスの運行を開始。付近にあった「休暇センター」停留所は廃止された。
- 2020年4月1日 - 沖縄バスの大城駐車場廃止に伴い、40番・309番が全便発着するようになる[3]。
- 2020年7月1日 - 309番・339番にサンエーパルコシティ発着の便を新設[4]。
- 2022年4月1日 - Nバスのダイヤ改正。一部の路線では廃止や増減便、経路変更等が行われる。また、沖縄バスの41番は廃止され、39番とNバスに統合される。
- 2022年4月18日 - 沖縄バスの豊見城営業所開設に伴い、39番の一部の便を豊見城営業所まで延伸。また、339番のサンエーパルコシティ発便を廃止し、開南経由を新設。

## 構造
- 営業所を有する沖縄バスが6系統、東陽バス、琉球バス交通がそれぞれ1系統の一部便が発着する。Nバスは全系統が乗り入れ、一部を除くほとんどの系統が循環運行を行い、バスターミナルを発着する。バスターミナルに隣接した建物内に沖縄バス南城出張所の案内カウンターがあり、Nバスの回数券・一日乗車券などを販売する。
- 乗降場は3つあり、面する道路に近い側から番号が振られ、1番は降車専用として使用、2番はNバス（市内線）乗り場、3番は路線バス（市外線）乗り場となっている。

## 周辺
- 南城市役所
- ユインチホテル南城（旧沖縄厚生年金休暇センター）
- 新里坂（しんざとびら）

## 発着路線

### 一般路線バス
全て3番乗り場から出発する。
| 番号 | 路線             | 主な経由地（括弧内は一部の便のみが経由）                                                     | 行先（括弧内は一部の便のみ）       | 運行会社     |
| ---- | ---------------- | -------------------------------------------------------------------------------------------- | ---------------------------------- | ------------ |
| 36   | 糸満～新里線     | 新里・与那原・仲程・東風平・志多伯入口（富盛）・糸満ロータリー                               | 糸満バスターミナル                 | 沖縄バス     |
| 37   | 那覇新開線       | 馬天・与那原・国場・古波蔵・開南                                                             | 那覇バスターミナル                 | 東陽バス     |
| 39   | 南城線           | 馬天・与那原・国場・古波蔵・開南（・旭橋・那覇西高校・赤嶺駅・高良・我那覇・道の駅豊崎）     | 那覇バスターミナル（豊見城営業所） | 沖縄バス     |
| 40   | 大里線           | 大城・大里グリーンタウン・仲程・照屋・国場・沖縄大学・開南                                   | 那覇バスターミナル                 | 沖縄バス     |
| 50   | 百名（東風平）線 | 百名・港川・具志頭・東風平・国場・古波蔵・開南                                               | 那覇バスターミナル                 | 琉球バス交通 |
| 309  | 大里〜結の街線   | 大城・大里グリーンタウン・仲程・照屋・国場・沖縄大学・開南・バスターミナル前・久茂地・安謝橋 | サンエーパルコシティ前（結の街）   | 沖縄バス     |
| 339  | 南城〜結の街線   | 馬天・与那原・国場・古波蔵・開南（壺川）・バスターミナル前・久茂地・安謝橋                   | 結の街                             | 沖縄バス     |

### コミュニティバス「Nバス」
全て2番のりばから出発する。
| 系統 | 路線                             | 主な経由地（括弧内は一部の便は通過）                                                                                                   | 行き先             |
| ---- | -------------------------------- | --- | ------------------ |
| A1   | 佐敷・知念・百名線               | （沖縄メディカル病院）・馬天・佐敷・（安座真港）・斎場御嶽入口・知念・志喜屋・（新原ビーチ）・百名・親慶原                             | 南城市役所（循環） |
| A2   | 百名・知念・佐敷線               | 親慶原・百名・（新原ビーチ）・志喜屋・知念・斎場御嶽入口・（安座真港）・佐敷・馬天・（沖縄メディカル病院）                             | 南城市役所（循環） |
| B1   | 佐敷・ニライカナイ橋・つきしろ線 | （沖縄メディカル病院）・馬天・佐敷・（安座真港）・斎場御嶽入口・ニライカナイ橋・つきしろの街・親慶原                                   | 南城市役所（循環） |
| B2   | つきしろ・ニライカナイ橋・佐敷線 | 親慶原・つきしろの街・ニライカナイ橋・斎場御嶽入口・（安座真港）・佐敷・馬天・（沖縄メディカル病院）                                   | 南城市役所（循環） |
| B3   | つきしろ線                       | 親慶原・つきしろの街・親慶原 | 南城市役所（循環） |
| C1   | 玉城・大里線                     | 親慶原入口・糸数・富里・奥武島・向陽高校入口・玉泉洞前・船越・湧稲国入口・大里中学校前・嶺井団地入口・大里第二団地前・大城・親慶原入口 | 南城市役所（循環） |
| C2   | 大里・玉城線                     | 親慶原入口・大城・大里第二団地前・嶺井団地入口・大里中学校前・湧稲国入口・船越・玉泉洞前・向陽高校入口・奥武島・富里・糸数・親慶原入口 | 南城市役所（循環） |
| D1   | 玉城東回り線                     | 親慶原・百名・富里・奥武島・富里・（玉城こども園）・親慶原入口                                                                         | 南城市役所（循環） |
| D2   | 玉城東回り線（向陽高校経由）     | 親慶原入口・玉城小学校前・前川ムラヤー前・玉泉洞前・向陽高校入口・奥武島・富里・百名・親慶原                                           | 南城市役所（循環） |
| F1   | 玉城西回り線                     | 親慶原入口・糸数・前川ムラヤー前・湧稲国・船越・玉城小学校前・糸数・親慶原入口                                                         | 南城市役所（循環） |
| F3   | 玉城一周線（玉泉洞経由）         | 親慶原入口・玉城こども園・糸数・船越・湧稲国・玉泉洞前・向陽高校入口・奥武島・富里・百名・親慶原                                       | 南城市役所（循環） |
| G    | 向陽高校線（大里経由）           | 第二大城・大里第二団地前・嶺井団地入口・仲程・湧稲国入口・船越・前川ムラヤー前・玉泉洞前                                               | 向陽高校入口       |

その他、B1ルートの始発便とF2ルートは到着便のみ運行されている。

## 南城出張所の管轄路線

### 現行路線
- 39番・南城線
- 40番・大里線
- 309番・大里〜結の街線
- 339番・南城〜結の街線
- 南城市コミュニティバス「Nバス」
  - A1・佐敷・知念・百名線
  - A2・百名・知念・佐敷線
  - B1・佐敷・ニライカナイ橋・つきしろ線
  - B3・つきしろ線
  - C1・玉城・大里線
  - C2・大里・玉城線
  - D1・玉城東回り線
  - D2・玉城東回り線（向陽高校経由）
  - F1・玉城西回り線
  - F2・玉城西回り線（玉城こども園経由）
  - F3・玉城一周線（玉泉洞経由）
  - G・向陽高校線（大里経由）

### 廃止された路線
- 41番・つきしろの街線
- 南城市コミュニティバス「Nバス」
  - A1・知念・佐敷一周線（右回り）
  - A2・知念・佐敷一周線（左回り）
  - A3・知念・佐敷一周線（つきしろ始発）
  - B1・ニライカナイ橋・つきしろ線（右回り）
  - B2・ニライカナイ橋・つきしろ線（左回り）
  - C1・玉城・大里一周線（右回り）
  - C2・玉城・大里一周線（左回り）
  - E・知念南回り線
  - F2・玉城西回り線（玉城幼稚園経由）
  - H・知念高校線（大里経由）

## 隣のバス停
36番・37番・39番・339番
南城市役所 - 新里
40番・309番
南城市役所 - 新里坂
NバスA1・B1ルート
南城市役所 → 新里
50番・NバスA2・B2・B3・C1・C2・D1・D2・F1・F3・Gルート
南城市役所 → 新里坂
NバスA2・B2ルート
新里 → 南城市役所
NバスA1・B1・B3・C1・C2・D1・D2・F1・F2・F3ルート
新里坂 → 南城市役所